# Brentisentis uncinus
Brentisentis uncinus är en hakmaskart som beskrevs av Leotta, Schmidt, Kuntz 1982. Brentisentis uncinus ingår i släktet Brentisentis och familjen Illiosentidae. Inga underarter finns listade i Catalogue of Life.